# Nautilina
Nautilina so podred glavonožcev, od konca triasa edini še živeč podred brodnikov (Nautiloidea) po klasifikaciji, ki jo je razvil ruski paleontolog V.N. Šimanski. S tem so tudi zadnji predstavniki reda nautilov (Nautilida). 
Podred naj bi se razvil iz družine Syringonautilidae, predstavnikov skupine Centroceratina (Trigonocerataceae) iz poznega triasa, in ga po Shimanskyjevi klasifikaciji sestavljajo štiri družine:
- brodniki (Nautilidae)
- Cymatoceratidae
- Herocoglossidae
- Aturiidae

Med temi je izvorna družina Nautilidae (slovensko jim prav tako pravimo brodniki), ki vsebuje tudi edini še živeči rod, Nautilus.
Iz družine brodnikov sta se v juri razvili družini Cymatoceratidae in Hercoglossidae, iz družine Herocoglossidae pa na začetku kenozoika družina Aturiidae. Družini Cymatoceratidae in Hercoglossidae sta izumrli konec paleogena, medtem ko je družina Aturiidae segla še v neogen. Do danes je preživela samo družina brodnikov (Nautilidae).